# Jardin fruitier

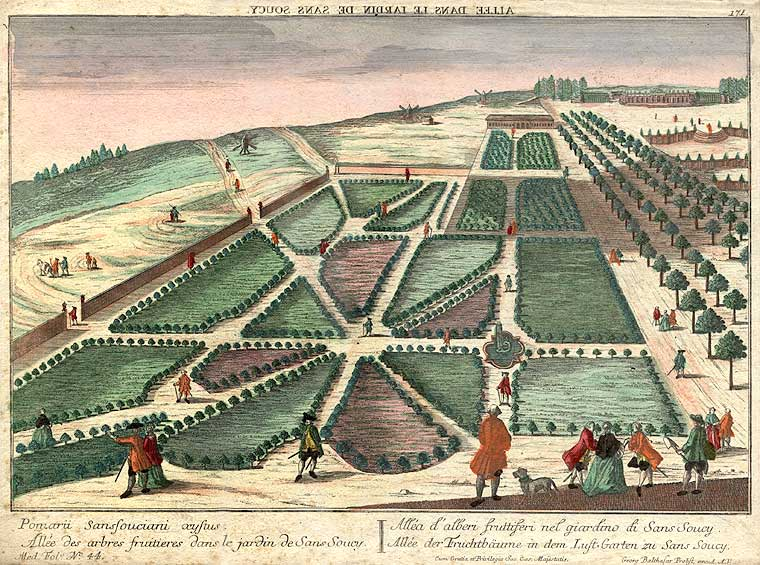
Allée des arbres fruitiers dans le jardin du palais de Sanssouci.

Les jardins fruitiers sont des jardins où l'on cultive des fruits, des vergers.
Il en existe de très nombreux à travers le monde dont certains sont très connus ou ont reçu des labels.

## Jardins fruitiers labellisés jardin remarquable
- Jardins fruitiers de Laquenexy

## Vergers visitables en France
- L'orangerie du château de Versailles
- Le verger du jardin du Luxembourg à Paris qui comporte plus de six cents variétés de pommes et de poires[1].
- Le verger Conservatoire des Prunes et Mirabelle de Lorraine[2]
- plus modestement, les vergers de pommiers, poiriers et cormiers des jardins du prieuré d'Orsan